# Liga Colombiana de Béisbol Profesional 1955-56
La temporada de la Liga Colombiana de Béisbol Profesional 1955-56 fue la 9° de la primera época de este campeonato disputada del 7 de octubre de 1955 al 6 de febrero de 1956. Un total de 4 equipos participaron en la competición.

## Equipos participantes
| Equipo                  | Fundación | Departamento | Ciudad       | Estadio                   | Capacidad |
| Kola Roman              | 1955      | Bolívar      | Cartagena    | Estadio Once de Noviembre | 12 000    |
| Indios de Cartagena     | 1948      | Bolívar      | Cartagena    | Estadio Once de Noviembre | 12 000    |
| Vanytor de Barranquilla | 1953      | Atlántico    | Barranquilla | Estadio Tomás Arrieta     | 8 000     |
| Willard de Barranquilla | 1953      | Atlántico    | Barranquilla | Estadio Tomás Arrieta     | 8 000     |

## Novedades
El equipo cartagenero Torices fur reemplazado por Kola Román.

## Temporada regular
Cada equipo debía disputar 65 juegos en total.
| Pos | Equipo                  | JG | JP | JJ | AVG.  | Dif  |
| --- | ----------------------- | -- | -- | -- | ----- | ---- |
| 1.  | Vanytor de Barranquilla | 38 | 25 | 63 | 0.560 | ---  |
| 2.  | Indios de Cartagena     | 33 | 32 | 65 | 0.530 | 6,0  |
| 3.  | Willard de Barranquilla | 31 | 33 | 64 | 0.515 | 7,5  |
| 4.  | Kola Roman de Cartagena | 26 | 38 | 64 | 0.393 | 12,5 |

| Colombia                                  |
| Campeón Indios de Cartagena Cuarto título |

## Los mejores
| Stat                     | Jugador                                   | Total |
| ------------------------ | ----------------------------------------- | ----- |
| Porcentaje de bateo (BA) | Jesse Levant (IND)                        | .321  |
| Hits (H)                 | Marvin Breeding (WIL)                     | 86    |
| Carrera impulsada (RBI)  | Tito Francona (WIL)                       | 48    |
| Carrera anotada (R)      | Marvin Breeding (WIL)                     | 46    |
| Dobles (2B)              | Tito Francona (WIL) Horace Garner (IND)   | 12    |
| Triples (3B)             | Horace Garner (IND) Marvin Breeding (WIL) | 4     |
| Home run (HR)            | Tito Francona (WIL) Horace Garner (IND)   | 17    |
| Robo de base (SB)        | Daniel Morejon (VAN)                      | 26    |

| Stat                 | Jugador             | Total          |
| -------------------- | ------------------- | -------------- |
| Juegos ganados (GAN) | Woodrow Rich (VAN)  | 11W-2L (0.846) |
| Efectividad (ERA)    | Thomas Shmidt (VAN) | 1.40           |
| Ponches (SO)         | Jim Grant (WIL)     | 131            |